# First-MOVE
First-MOVE (Munich Orbital Verification Experiment) ist der erste Picosatellit des Lehrstuhls für Raumfahrttechnik der TU München.
Der Satellit wurde von 2006 bis 2012 entwickelt und wurde nach mehreren Startverschiebungen am 21. November 2013 als eine von zahlreichen Sekundärnutzlasten von DubaiSat 2 mit einer russischen Dnepr-Trägerrakete gestartet.

## Technische Daten
Der Satellit hat seinen Uplink für Packet Radio im 70-Zentimeter-Band und seinen Downlink im 2-Meter-Band, die weitere Nutzlast besteht aus einem Solarzellenexperiment und einer Farbkamera.
First-MOVE ist ein sogenannter 1U-Cubesat und ist demzufolge würfelförmig mit einer Kantenlänge von 10 cm und einer Gesamtmasse von 1 kg. Der Satellit verfügt über zwei ausklappbare Solarpanele die jeweils mit vier zusätzlichen Solarzellen versehen sind. Damit sind auf MOVE 12 Standardzellen und vier weitere Experimentalzellen untergebracht. Der Satellit verfügt über einen eigens entwickelten On-Board-Computer mit unterschiedlichen Sicherheitsplatinen. Des Weiteren sind ein kommerziell erhältliches Stromversorgungssystem und ein Amateurfunk-Transceiver integriert. Als weitere Sensoren neben der Kamera sind vier Sonnensensoren in Zusammenarbeit mit Dänemarks Technischer Universität (DTU) entwickelt und gefertigt worden.